# Typhonium gagnepainii
Typhonium gagnepainii là một loài thực vật có hoa trong họ Ráy (Araceae). Loài này được J.Murata & Sookchaloem mô tả khoa học đầu tiên năm 2001.